# Collegiata di Santa Valpurga
La collegiata di Santa Valpurga, in neerlandese Collegiale Sint-Walburgakerk, è la chiesa principale della città fiamminga di Oudenaarde, in Belgio.
Dedicata a santa Valpurga di Heidenheim, sorge sul centrale Grote Markt, piazza del Mercato Grande. La sua torre campanaria di 88 metri d'altezza costituisce un punto di riferimento nel panorama cittadino e circostante, inoltre è dotato di un carillon di 47 campane.

## Storia e Architettura

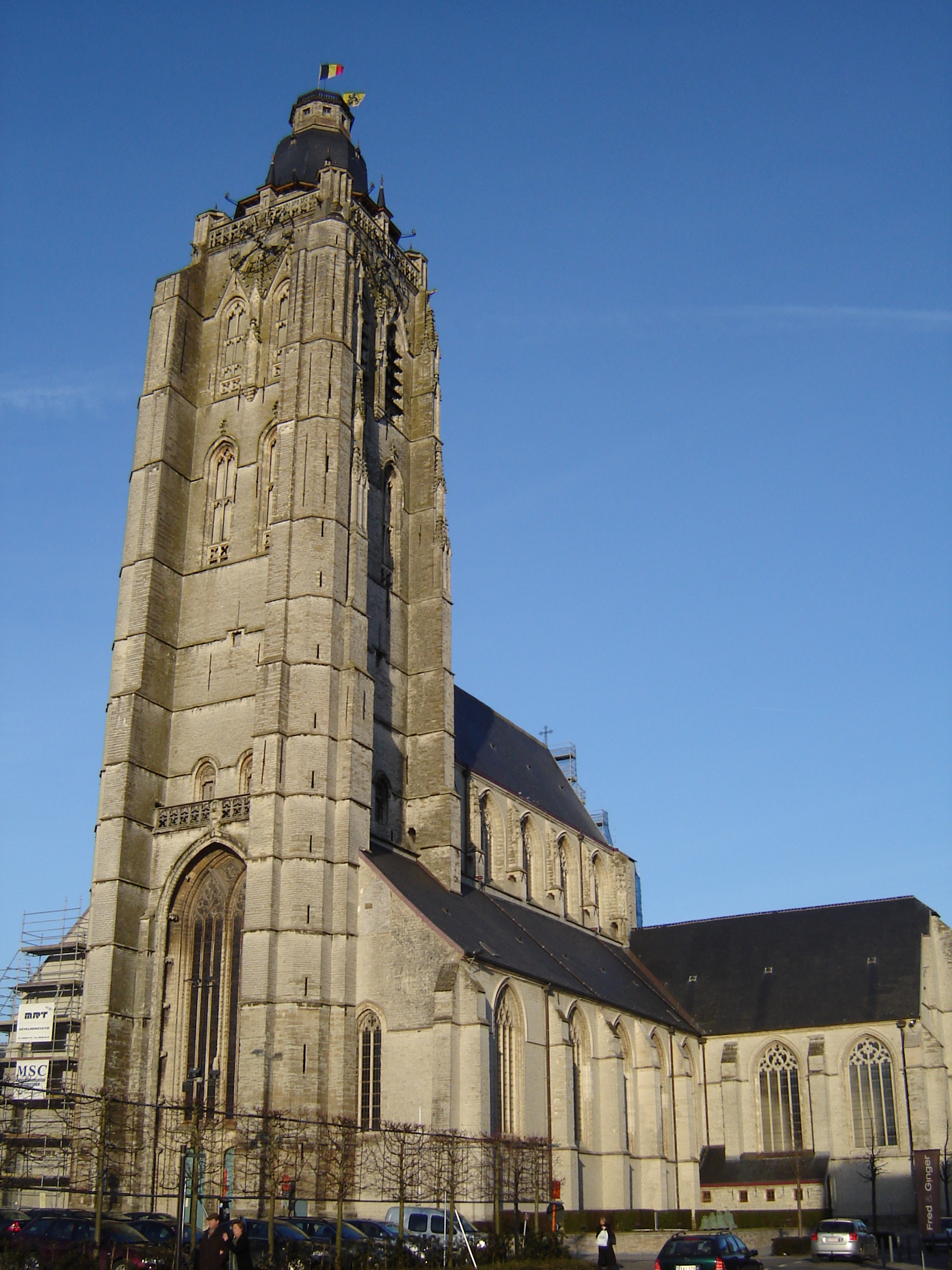
La torre-portico della facciata alta 88 metri

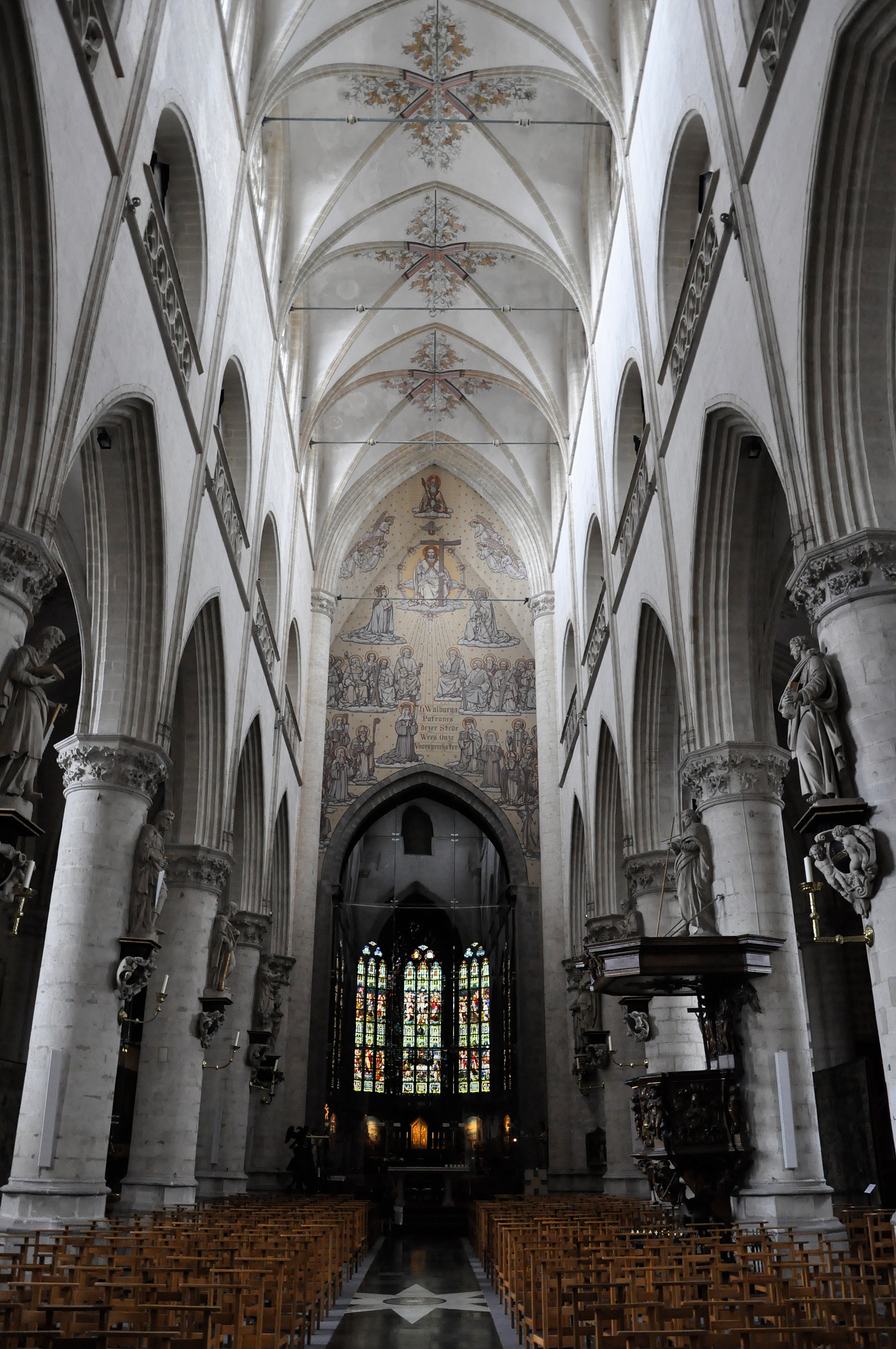
il composito interno

La costruzione della chiesa inizia nel XII secolo, in stile Gotico primitivo improntato sull'influenza dello stile mosano, impiegando la pietra di calcare di Tournai importata via fiume. Di questo edificio oggi ne resta il coro, in quanto nel XV secolo si iniziarono le prime modifiche e in seguito si decise la costruzione di un nuovo edificio di più grandi dimensioni.
Nel 1404 si sostituì la tripla abside con l'attuale poligonale e una decina d'anni dopo si pose mano al piedicroce. I lavori iniziarono da ovest, dalla torre, secondo i dettami del nuovo stile Gotico brabantino. Venne ora impiegata la pietra Balegem e fra il 1501 e il 1506 si intraprese la progressiva distruzione sostitutiva dell'edificio precedente. Entro il 1509 fu completata la navata sud, nel 1510, quella nord e nel 1514 il piedicroce venne voltato.
In seguito il cantiere procedette molto lentamente, fino ad arrestarsi nel 1525. Si proseguì fino al 1532 solo con l'innalzamento della pesante torre-portico e nel raccordo dei due edifici (il nuovo brabantino e il vecchio mosano) ancora oggi ben visibile. L'edificio rimase incompiuto, solo un terzo del progetto venne infatti realizzato, se fosse stato completato avrebbe raggiunto con la sua lunghezza il centro del Grote Markt. Le guerre di religione, oltre a fermare i lavori della chiesa, distrusse a seguito dell'iconoclastia del 1566, anche tutto il prezioso arredo interno, riallestito completamente durante il XVII secolo.
Nel 1620 si pose mano anche alla torre, dove l'architetto cittadino Simon de Pape aggiunse l'elmo barocco. Nel 1804 un fulmine colpì la guglia, bruciandola, che non fu più ricostruita, arrestando l'altezza del campanile a 88 metri. Nella cella campanaria si trova un carillon di 47 campane, qui trasportato dal Beffroi del Municipio nel 1894. Lo strumento risale al 1510, quando il Consiglio comunale cittadino lo commissionò a un certo Jan Spiere. Nel 2010 la città ha celebrato i 500 anni di storia del carillon.
Nel 1º novembre 1918, durante la battaglia della Schelda, la chiesa fu pesantemente danneggiata, in particolare la torre e il coro; tuttavia le vetrate vennero ricomposte. Tutte le chiese intorno a Oudenaarde, a ovest della Schelda furono distrutte.
La chiesa è stata nuovamente colpita durante la seconda guerra mondiale, nel 1940. Il danno questa volta era piuttosto lieve ma ci volle comunque una campagna di restauro durata fino al 1949 prima che fosse pienamente recuperato.

## L'interno
L'interno della chiesa è diviso in tre navate, piccolo transetto, e coro absidato. L'evoluzione della costruzione appare evidente. Il contrasto tra il buio del coro e la luminosità e grandiosità delle navate gotiche è impressionante. Il corpo del piedicroce si presenta diviso in tre navate da pilastri cilindrici con capitelli a grosse foglie di cavolo. Sopra le arcate corre un finto matroneo chiuso da una balaustra a sostituzione del triforio.
Dell'arredo medievale tutto è andato distrutto dall'iconoclastia del 1566. Quello odierno, comunque molto ricco, risale al periodo barocco. Vi sono conservate sculture, sculture policrome, dipinti e soprattutto una bella serie di arazzi, a testimonianza della gloriosa manifattura che rese famosa Oudenaarde nel mondo per ben 400 anni.

## Galleria d'immagini

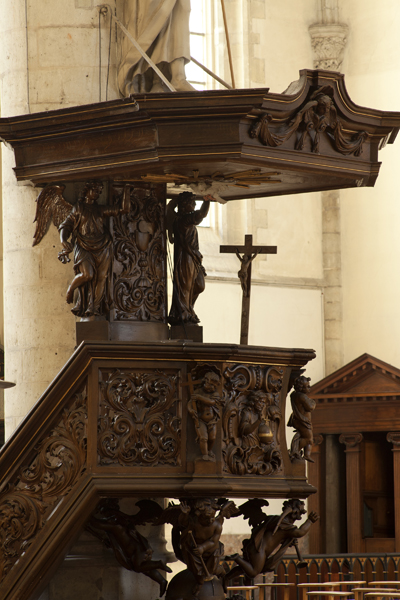
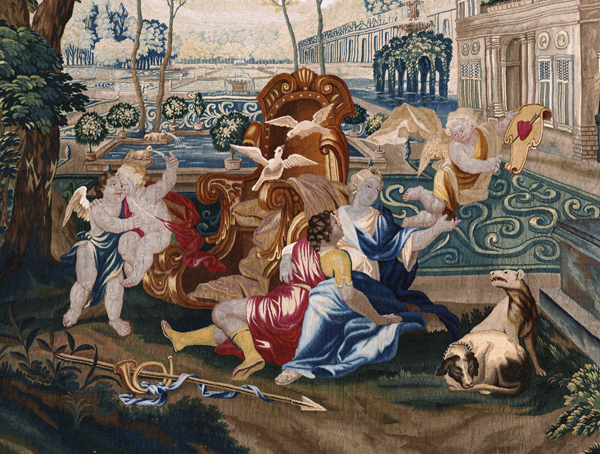
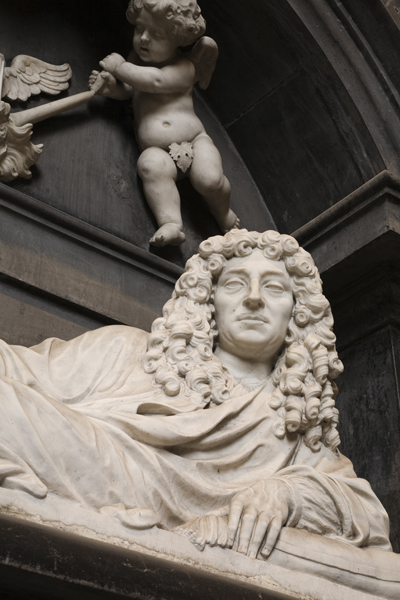
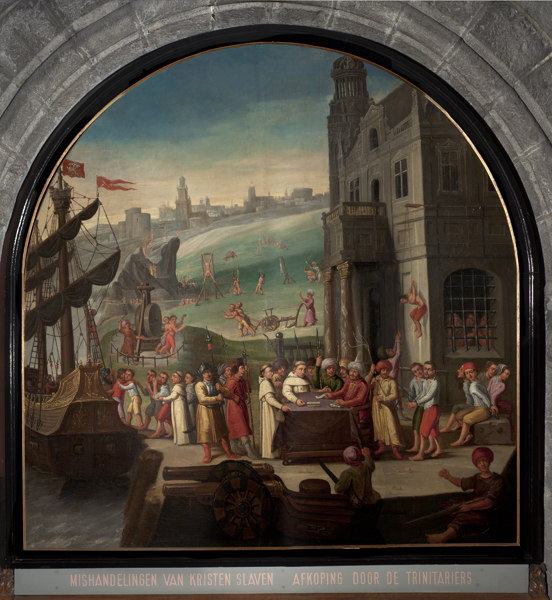
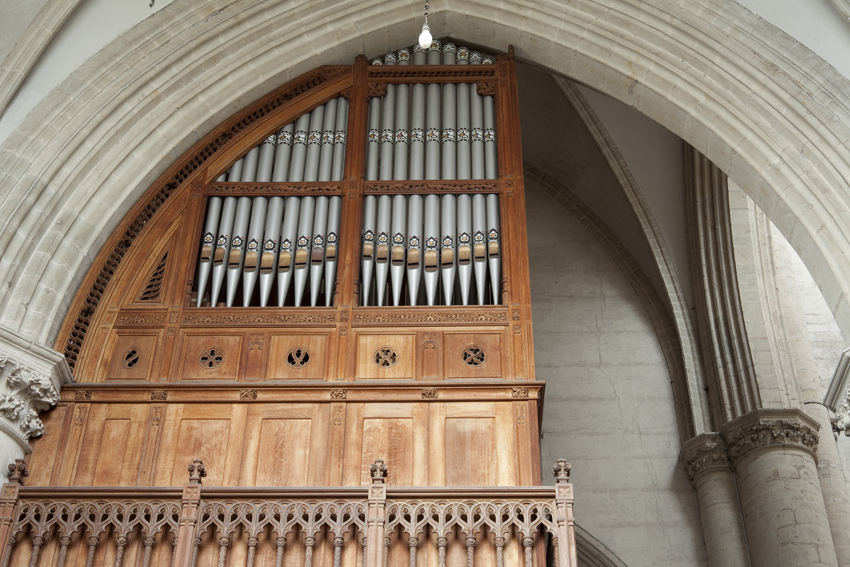
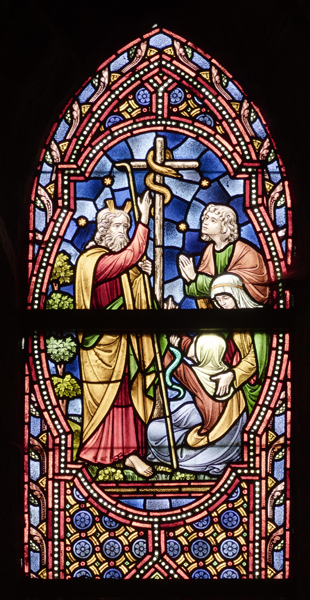

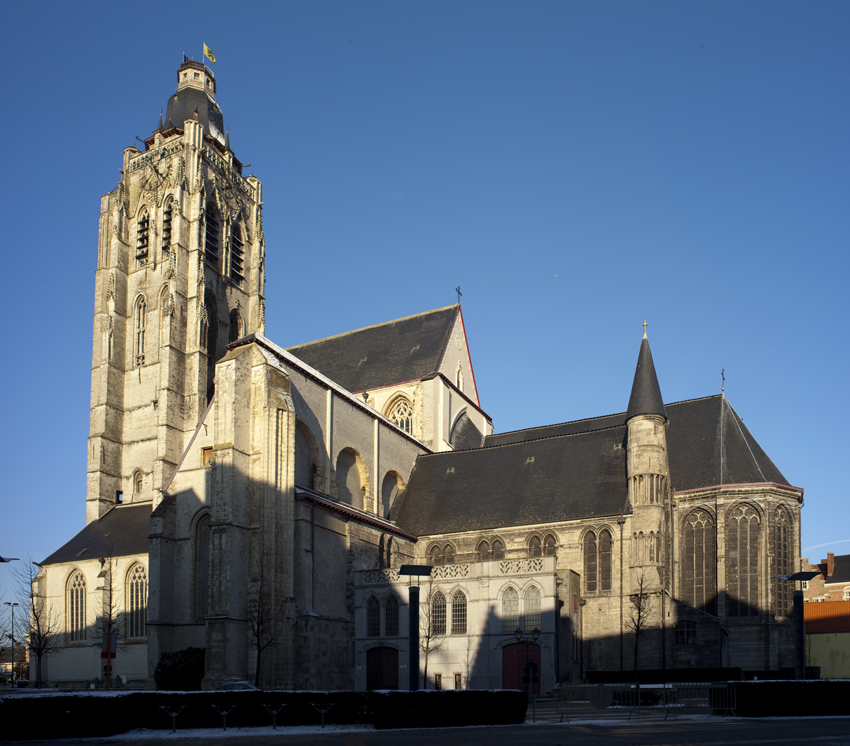
veduta esterna della massa composita dei due edifici raccordati
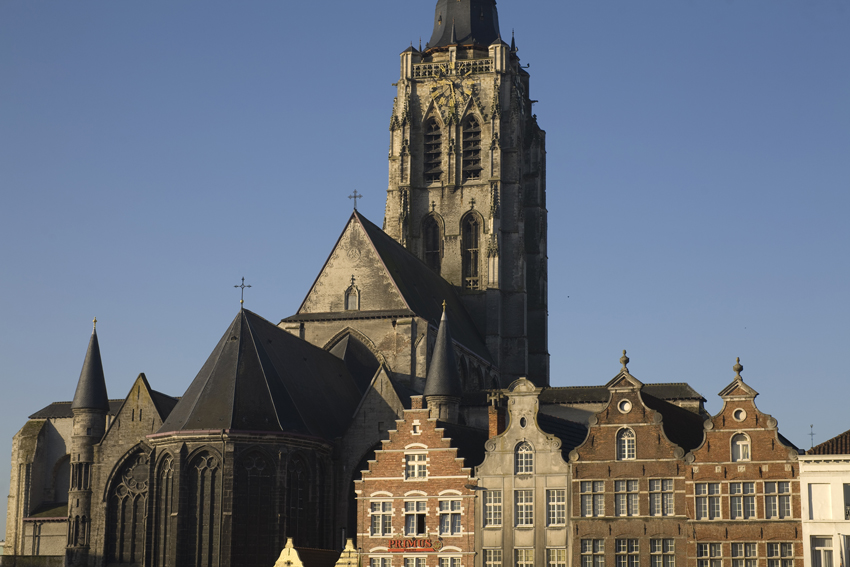
veduta dal Grote Markt
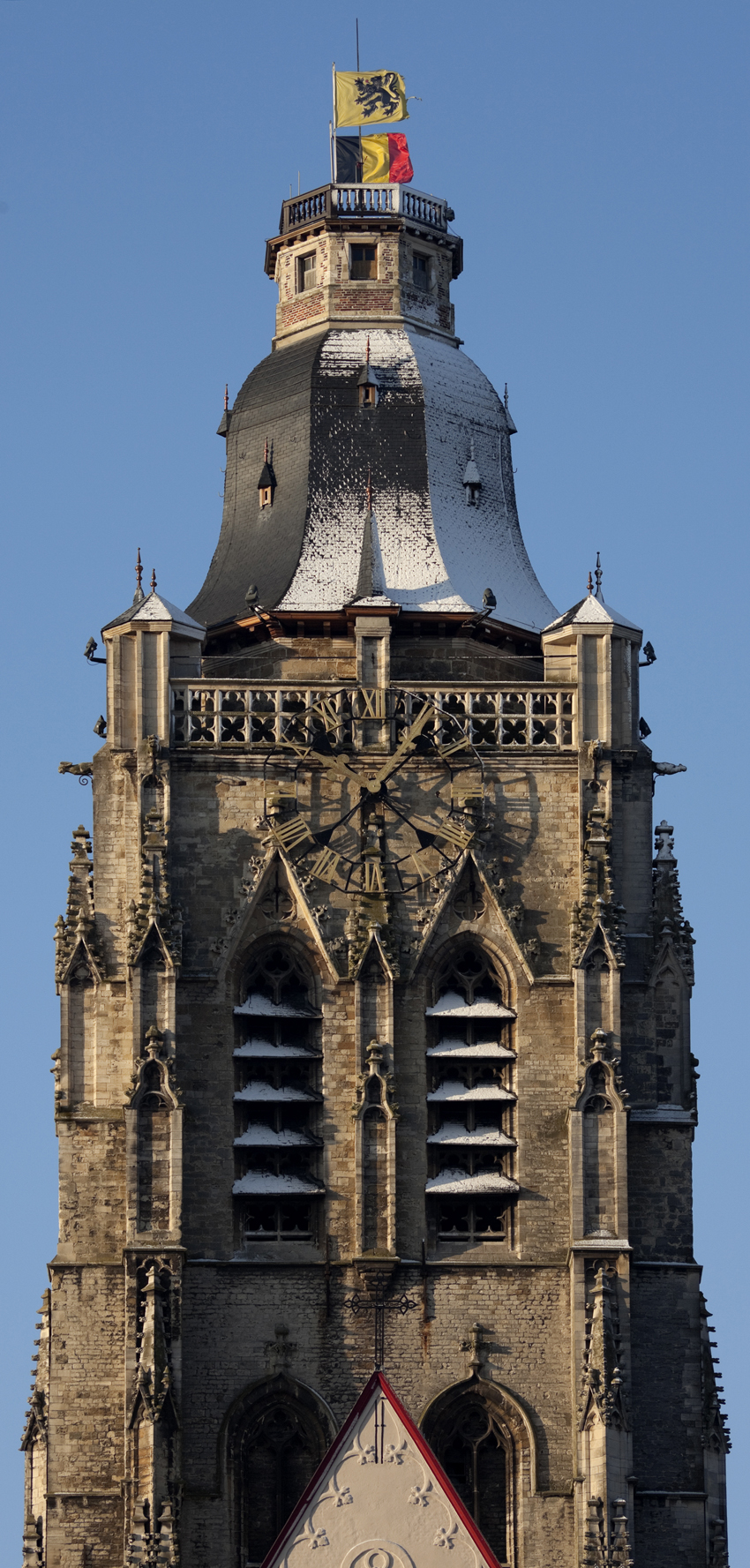
particolare della torre con l'elmo barocco del 1620
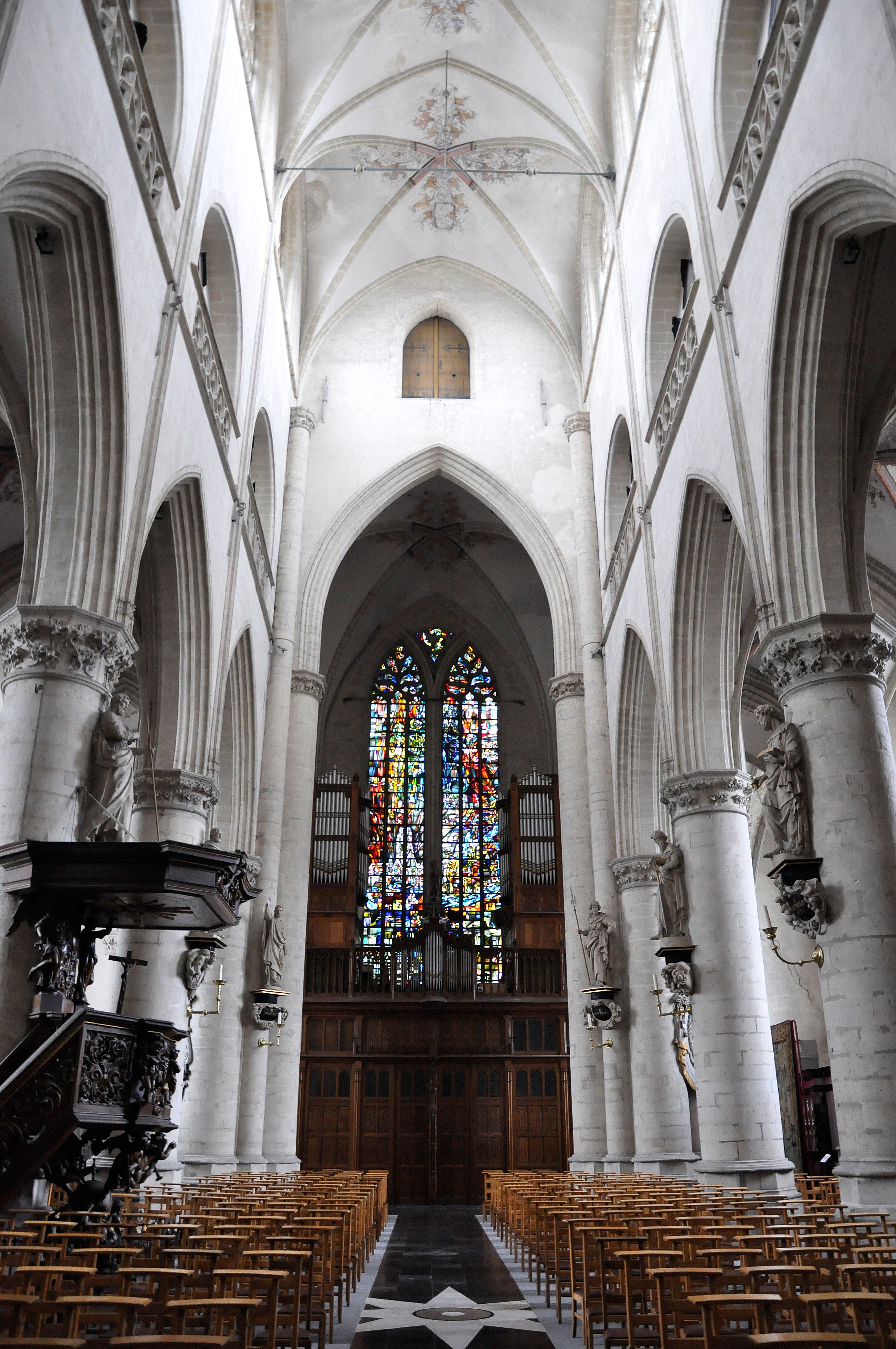
veduta dell'interno
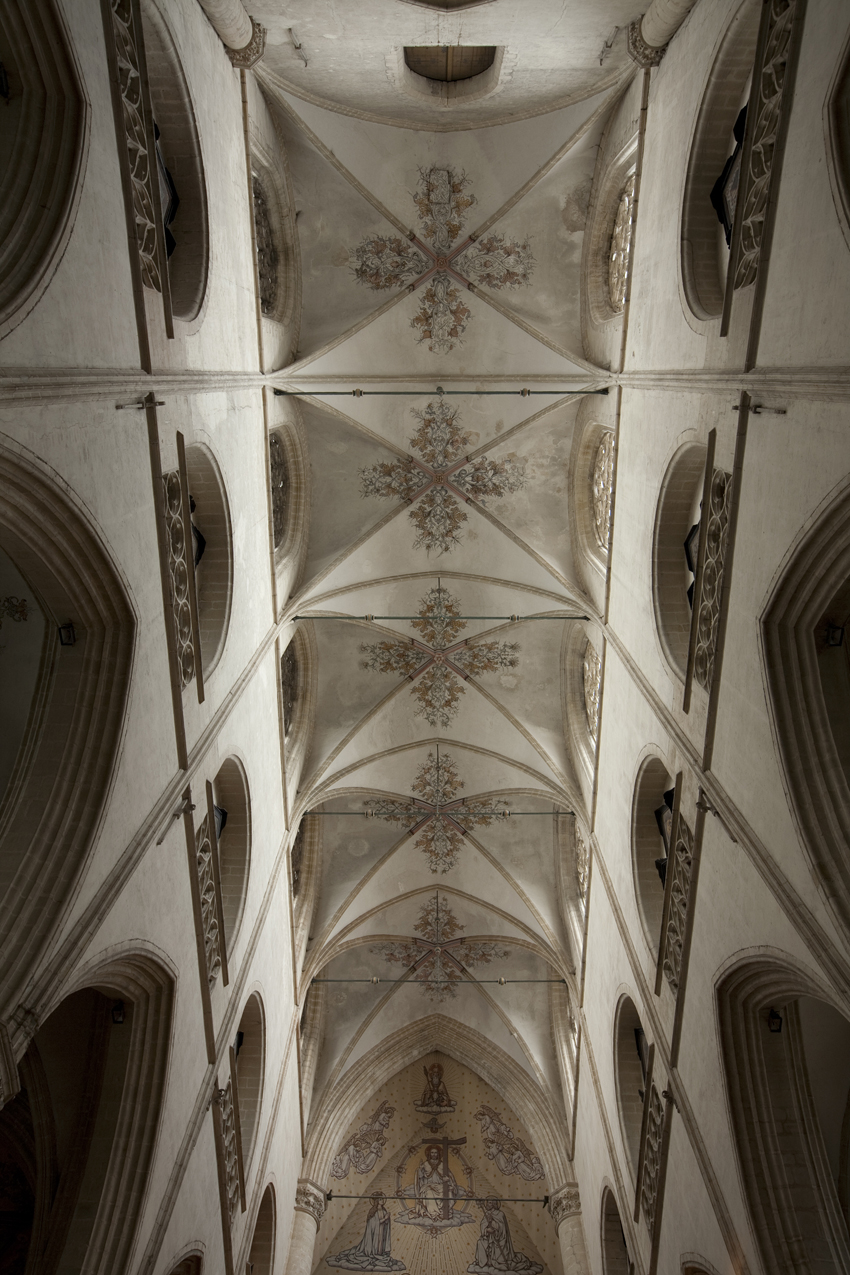
le volte del 1514
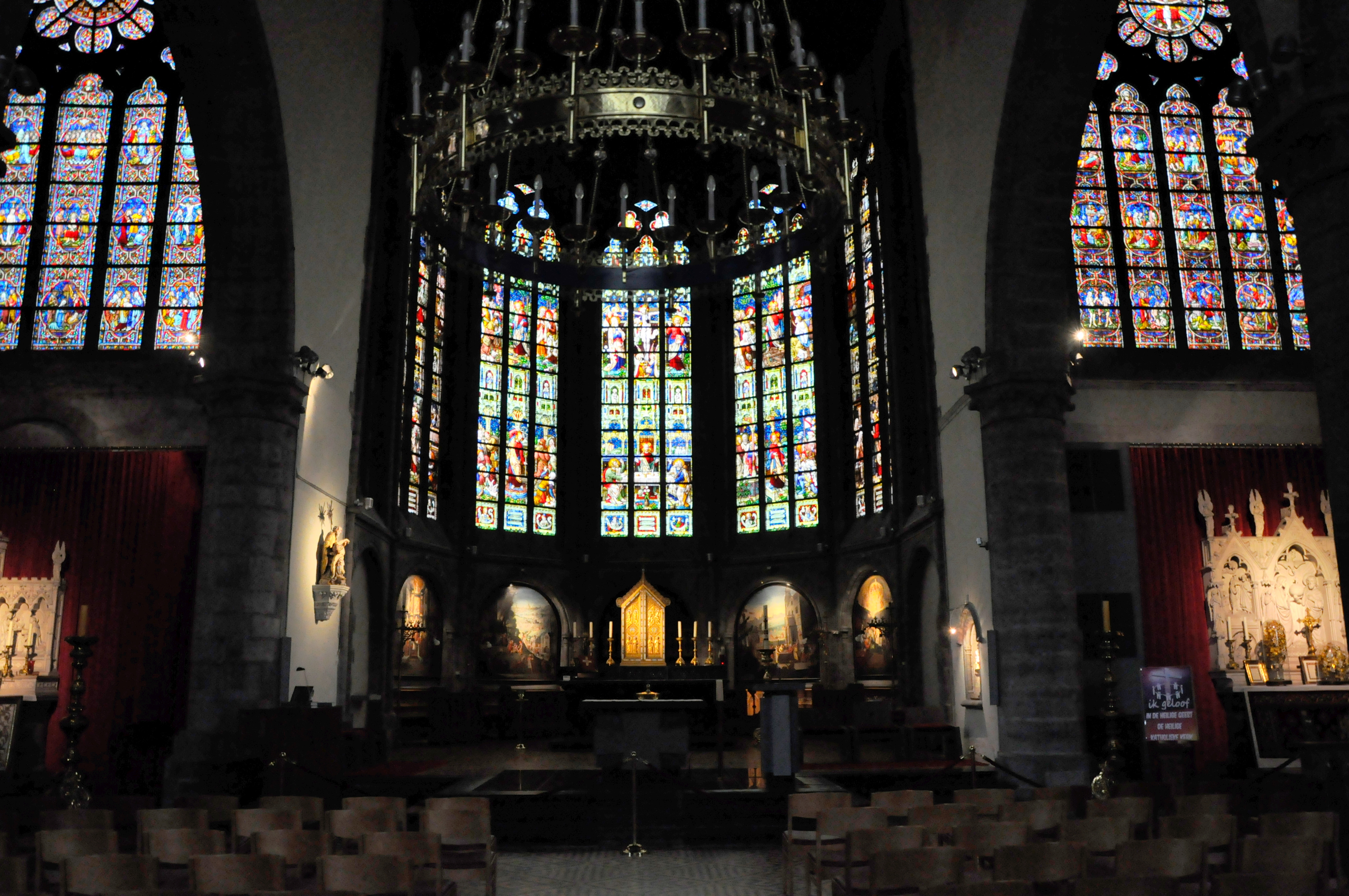
veduta del coro